# 行者街道
行者街道，是中华人民共和国陕西省西安市临潼区下辖的一个乡镇级行政单位。

## 行政区划
行者街道下辖以下地区：
行者社区、石油生活城社区、行南村、行北村、行东村、张庄村、白庙村、马坊村、西河村、小寨村、下朱村、西沟村和北庄村。